# Friedrich List
Georg Friedrich List, född 6 augusti 1789 i Reutlingen, Württemberg, död genom självmord den 30 november 1846 i Kufstein, Österrike, var en tysk heterodox ekonom och handelspolitiker.

## Yrkesliv

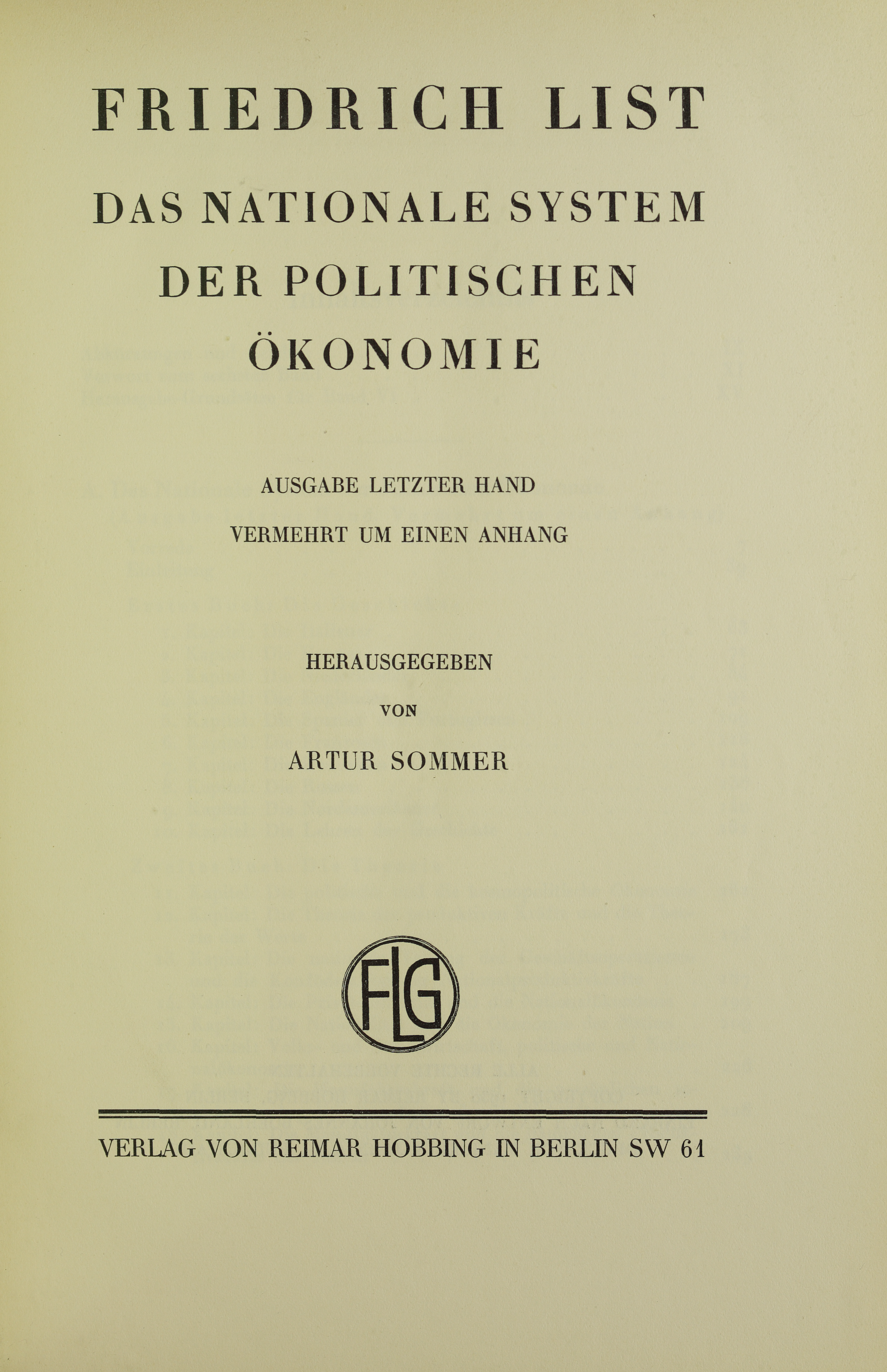
Das nationale System der politischen Ökonomie, 1930

List arbetade tidigt i sin fars garverirörelse, blev senare anställd i stadens och statens tjänst och utnämndes 1817 till professor i statspraxis vid Tübingens universitet. År 1819, året efter den preussiska tullreformen, inledde han sin verksamhet för en enhetlig ordning för det tyska tullväsendet och inspirerade i Frankfurt ett antal mellan- och sydtyska köpmän och fabrikanter att bilda den tyska handels- och industriföreningen, å vars vägnar han hemställde att förbundsförsamlingen skulle ta bort de inländska tullarna och införa en generell tysk tullagstiftning (den Tyska tullföreningen). Detta väckte förbundsförsamlingens misshag så att han blev tvungen att lämna sin professur.

## Dömd för uppvigling
År 1820 valdes List av Reutlingen till representant i Württembergska kammaren. Det politiskt liberala och antibyråkratiska uttryckssättet i en petition, skriven å denna stads vägnar, ådrog honom åtal för uppvigling, och han dömdes till uteslutning ur kammaren samt tio månaders fängelse. Han rymde, men återvände efter ett par år, avtjänade en del av straffet, men frigavs mot villkor att emigrera och kom 1825 till Förenta staterna.

## Åren i USA
I USA var han dels farmare, dels publicist samt trädde i förbindelse med Pennsylvaniasällskapet för industrins främjande. Förut anhängare av Adam Smiths handelspolitiska lära, omfattade List dåmera en protektionistisk åskådning, vars talan han med mycken framgång förde i den på uppdrag av nyssnämnda sällskap utgivna skriften Outlines of American political economy (1827), vilken innehöll de flesta av de teoretiskt betydelsefulla punkterna i hans här nedan omtalade huvudarbete.

## Återkomsten till Tyskland och självmordet
År 1830 återkom List till Tyskland som amerikansk konsul i Baden samt påbörjade utgivandet av samlingsverket Staatslexikon (fullföljt av Karl von Rotteck och Carl Theodor Welcker 1834 ff.) och började energiskt agitera för järnvägsväsendets utveckling, särskilt i Tyskland, samt stiftade 1835 ett specialorgan för sådana spörsmål (Eisenbahnjournal). I tullfrågan författade han dels en tävlingsskrift för Parisakademien, dels artiklar, införda i Deutsche vierteljahrschrift (sv. öv. Införselfrihet och skyddsförfattningar, 1840). Lists huvudarbete, Das nationale system der politischen oekonomie 1840; (Det nationella nationalekonomiska systemet, 1888), väckte genast stort uppseende och stärkte betydligt de sydtyska fabrikanternas strävanden för högre tullsatser. List utvecklade livlig praktisk verksamhet för tullföreningens utvidgning med höga industritullar, för expansionskraftig tysk handelspolitik och en tysk flotta. Han verkade för fabrikantföreningars bildande och uppsatte 1843 Deutsches zollvereinsblatt. Hans försök att få en statsanställning var fruktlösa, problem med försörjningen och sjuklighet förde honom till förtvivlan, och han sköt sig.

## Föregångare i järnvägsbyggande (1833–1837)
För List hängde frågorna om övervinnande av tullhinder inom Tyskland och utbyggnad av järnvägsnät samman som siamesiska tvillingar. Därför engagerade han sig för tillkomsten av ett tyskt järnvägsnät. Han skrev efter sin återkomst till Leipzig en skrift 1833 om detta, där han förespråkade att det sachsiska järnvägsnätet skulle utgöra en grund för inte bara en utbyggnad mellan Dresden och Leipzig, utan till hela Tyskland. Han var innovativ i så måtto att han hittade metoder att intressera en bred allmänhet. Skriften var gratis och ledde till att en kommitté bildades, vilken utarbetade nationalekonomiska kalkyler och därefter förhandlade med regeringen om koncessioner och finansiering. Med det bildade Leipzig-Dresdner Eisenbahn 1839 förverkligades den första järnvägslinjen i Tyskland. Flera andra följande järnvägsprojekt påverkades också av den sorts organisation som List byggde upp.
Han ivrade för att andra tyska stater skulle investera i järnvägar. Han grundade 1835 tidskriften Eisenbahnjournal und National-Magazin für die Fortschritte in Handel, Gewerbe und Ackerbau, vilken till 1837 gavs ut i 40 nummer. Han skrev en artikel i Staatslexikon 1838, som gavs ut också som särtryck under titeln "Det tyska nationaltransportsystemets i ett nationalekonomiskt och statsfinansiellt perspektiv".

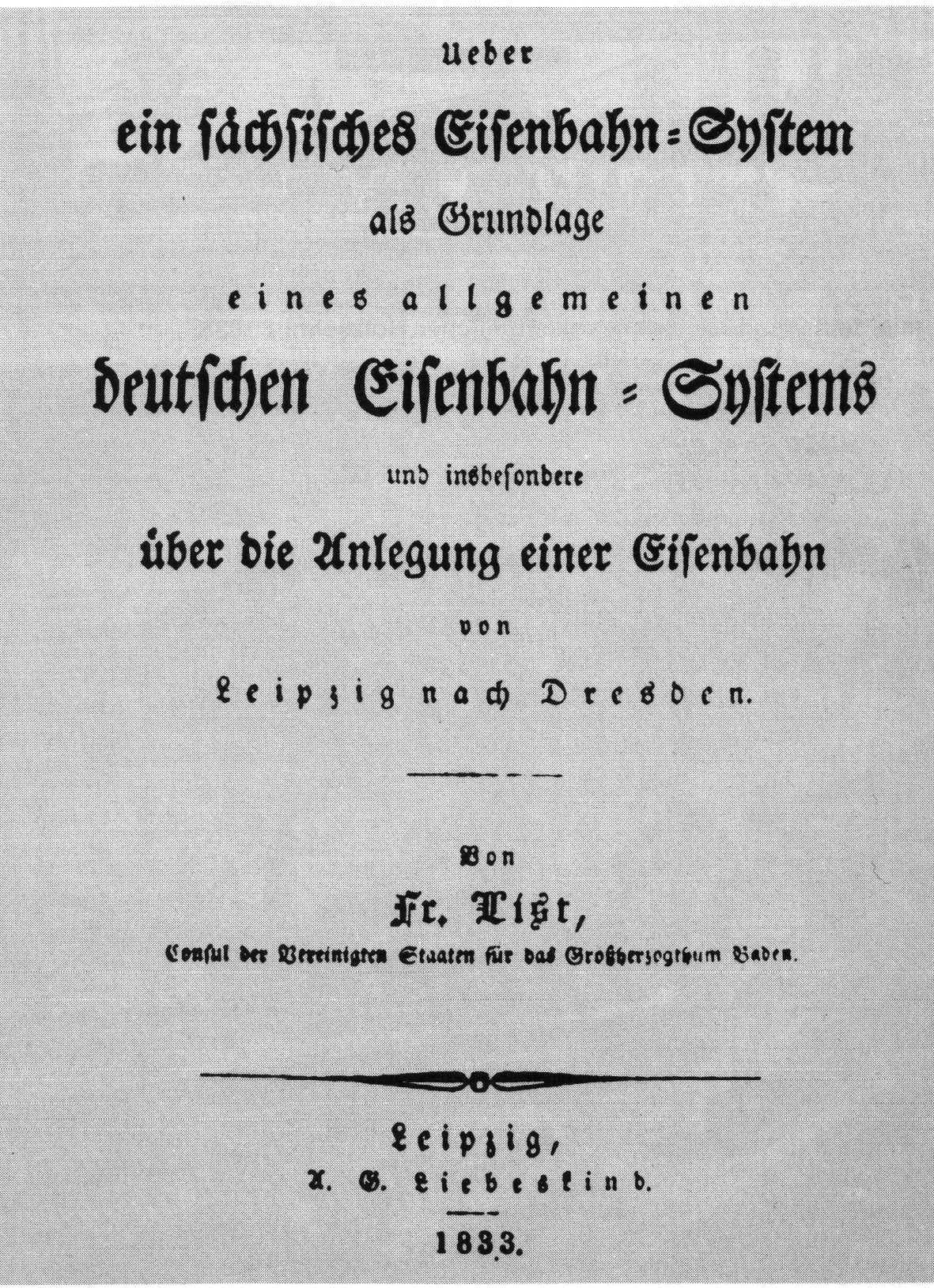
Titelsida på Lists skrift Über ein sächsisches Eisenbahn-System als Grundlage eines allgemeinen deutschen Eisenbahn-Systems und insbesondere über die Anlegung einer Eisenbahn von Leipzig nach Dresden, Leipzig 1833.

## Teoretisk kvarlåtenskap

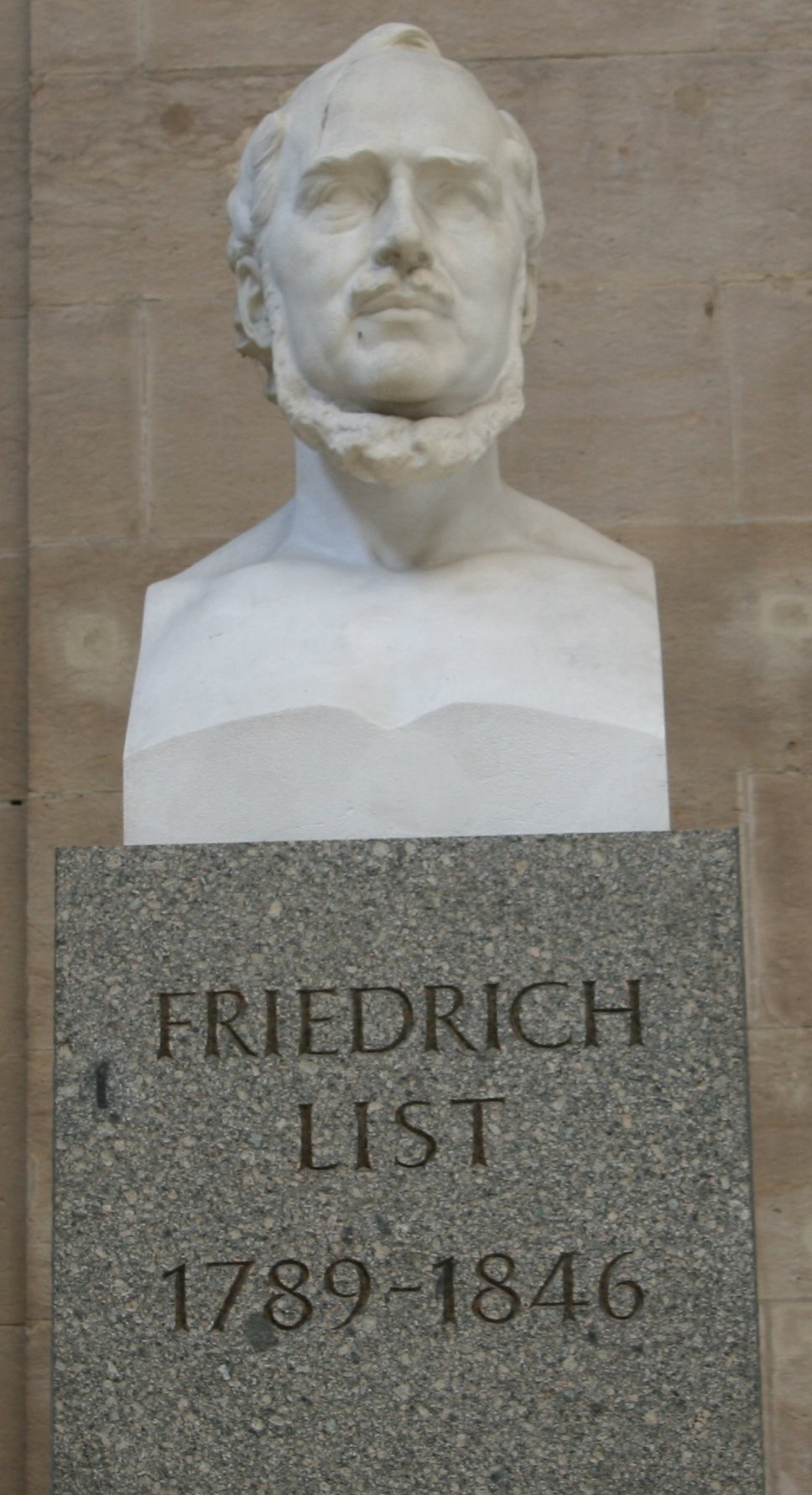
Byst av List vid Leipzigs järnvägsstation.

Resultaten av Lists livsgärning var praktiskt zollvereins och järnvägsväsendets utveckling, teoretiskt ett stort inflytande i protektionistisk riktning. Han vände sig med mycken skärpa mot Adam Smith och hans skola, som anklagades för att vara å ena sidan alltför individualistisk, å andra sidan alltför kosmopolitisk. Den förbisåg, menade han, att mellan individen och mänskligheten stod nationen, av vars ständiga välfärd i sista hand berodde alla dess medlemmar, som därför måste underordna sina intressen under dennas. Denna de privatekonomiska intressenas uppoffring för de nationalekonomiska medförde även en inskränkning av handelsfriheten. Nationens rikedom bestod nämligen inte, som Smiths skola lärde, i hopande av en summa materiella nyttigheter eller så kallade bytesvärden, utan i utvecklingen av dess produktiva krafter. Dessa uppstod ur fyra källor: 1) individernas kroppsliga och andliga arbetsförmåga, 2) de sociala och politiska förhållandena och institutionerna, 3) naturtillgångarna, 4) verktygen eller kapitalet. Högst utvecklades samma krafter genom manufakturväsendets i industrins tillväxt vid sidan av jordbruket. Skyddstullar vore förutsättningen för denna tillväxt.
Alla nationer, åtminstone inom den tempererade zonen, måste sedan de passerat jägar- och nomadtillstånden, genomlöpa två ekonomiska stadier: jordbrukets samt det, då jordbruket var förenat med manufakturväsendet; därifrån hade de att övergå i det normala stadiet, i vilket en harmonisk förening åsadkommits mellan de tre grenarna av ekonomisk verksamhet: jordbruk, industri och handel. I det enbart jordbruksidkande stadiet var fri handel med rikare nationer det fördelaktigaste. Sammaledes när en nation, liksom England, nått det högsta normala stadiet och inte längre behövde frukta utländsk konkurrens. Men för nationer, vilka liksom Tyskland befann sig i det mellanliggande stadiet, var ett skyddssystem med i början moderata tullsatser ett nödvändigt uppfostringsmedel.
Genom denna uppfostringssynpunkt skilde sig List från merkantilisternas teori om den ogynnsamma handelsbalansen, vilken teori han ogillade, även om han inte bortsåg från vissa ogynnsamma eventualiteter genom ett utförselöverskott av klingande mynt. List ville tillämpa sin protektionistiska åskådning endast på industrin, inte på jordbruket, som skyddades av den naturliga arbetsfördelningen mellan olika länder och som dessutom skulle gynnas av industrins blomstring, under det jordbrukstullar verkade hämmande på industrin. Medan tullsystemet för List inte var målet, utan medlet, var världshandelsfriheten för honom det ideala. List var en föregångare till den historiskrealistiska skolan inom nationalekonomin. En del av Lists skrifter är utgivna under titeln Friedrich Lists gesammelte Schriften (3 band, 1850).